# Actuate Corporation
Actuate Corporation é uma empresa pública americana com sede em San Mateo, Califórnia, orientada em aplicações de software para empresas públicas. E a fundadora e coordenadora do projeto Eclipse BIRT, cujo objetivo se destina apresentar visualizações de dados orientada a inteligência empresarial. .

## Linha de softwares
- ActuateOne: programa desenvolvido baseado no projeto BIRT eclipse. Contém as ferramentas BIRT content, BIRT Viewer, BIRT 360 e BIRT Interactive Viewer, todos direcionados a inteligência empresarial.
- Xenos: programa desenvolvido para manipulação de dados.